# Gaby van Nimwegen
Gaby van Nimwegen (Leusden, 12 december 1971) is een Nederlands fotomodel, actrice en televisiepresentatrice. Ze was Miss Nederland 1992.
Van Nimwegen presenteerde voor RTL en de SBS-groep verschillende spelprogramma's. In 2000 presenteerde ze het ochtendprogramma Spitsuur op RTL 5. Van oktober 2001 tot juni 2004 presenteerde ze samen met Mike Starink, Doesjka Dubbelt en John Williams het ochtendmagazine Lijn 4 voor RTL 4. Tussen 2006 en 2007 presenteerde zij de belspellen SBS Games bij SBS. In 2008 keerde zij korte tijd terug naar haar oude werkgever RTL. Daar presenteerde zij het programma Astro voor RTL 5. In september 2012 was Van Nimwegen als actrice te zien in de serie Achter Gesloten Deuren op Net5.
Vanaf september 2013 tot medio 2018 presenteert Van Nimwegen het programma Dit is mijn toekomst bij RTL 4 en RTL 5.